# دکتر اتو و معمای گلوم بیم
دکتر اتو و معمای گلوم بیم (انگلیسی: Dr. Otto and the Riddle of the Gloom Beam) یک فیلم در ژانر علمی تخیلی به کارگردانی جان آر. چری سوم است که در سال ۱۹۸۶ منتشر شد. از بازیگران آن می‌توان به جیم وارنی اشاره کرد. این فیلم اولین فیلم از سری فیلم‌های ارنست می‌باشد.